# Convocazioni alla World League di pallavolo 2011
Elenco dei giocatori convocati per la World League 2011.

## Argentina
| N° | Nome                | Ruolo | Data di nascita  | Squadra             |
| -- | ------------------- | ----- | ---------------- | ------------------- |
| -  | Carlos Weber        | All   | 6 gennaio 1966   | Bolívar             |
| 1  | Gabriel Arroyo      | C     | 3 marzo 1977     | Bolívar             |
| 4  | Lucas Ocampo        | S     | 23 marzo 1986    | Bolívar             |
| 5  | Nicolás Uriarte     | P     | 21 marzo 1990    | M. Roma             |
| 6  | Gustavo Scholtis    | S/O   | 16 dicembre 1982 | La Unión de Formosa |
| 7  | Facundo Conte       | S     | 25 agosto 1989   | Lube                |
| 9  | Rodrigo Quiroga     | S     | 23 marzo 1987    | Kalleh Mazandaran   |
| 10 | Diego Bonini        | S/O   | 24 agosto 1978   | Boca Juniors        |
| 11 | Sebastián Solé      | C     | 12 giugno 1991   | Bolívar             |
| 12 | Federico Pereyra    | S/O   | 19 giugno 1988   | Bolívar             |
| 13 | Cristian Poglajen   | S     | 14 luglio 1989   | Villa María         |
| 14 | Pablo Crer          | C     | 12 giugno 1989   | Villa María         |
| 15 | Luciano De Cecco    | P     | 2 giugno 1988    | Bolívar             |
| 16 | Alexis González     | L     | 21 luglio 1981   | Tours               |
| 17 | Mariano Giustiniano | P     | 4 aprile 1986    | Boca Juniors        |
| 18 | Franco López        | L     | 4 febbraio 1989  | Villa María         |

## Brasile
| N° | Nome                | Ruolo | Data di nascita   | Squadra          |
| -- | ------------------- | ----- | ----------------- | ---------------- |
| -  | Bernardo de Rezende | All   | 25 agosto 1959    | Rio de Janeiro   |
| 1  | Bruno de Rezende    | P     | 2 luglio 1986     | Modena           |
| 2  | Wallace Martins     | O     | 22 marzo 1983     | Sesi             |
| 5  | Sidnei dos Santos   | C     | 9 luglio 1982     | Sesi             |
| 6  | Leandro Vissotto    | O     | 30 aprile 1983    | GRER             |
| 7  | Gilberto de Godoy   | S     | 23 dicembre 1976  | Pinheiros        |
| 8  | Murilo Endres       | S     | 3 maggio 1981     | Sesi             |
| 9  | Théo Lopes          | O     | 31 agosto 1983    | Suntory Sunbirds |
| 10 | Sérgio dos Santos   | L     | 15 ottobre 1975   | Sesi             |
| 11 | Thiago Alves        | S     | 26 luglio 1986    | Sesi             |
| 12 | João Paulo Tavares  | S     | 30 marzo 1983     | Cimed            |
| 13 | Gustavo Endres      | C     | 23 agosto 1975    | Pinheiros        |
| 14 | Rodrigo Santana     | C     | 17 aprile 1979    | Ziraat Bankası   |
| 15 | João Paulo Bravo    | S     | 7 gennaio 1979    | Arkas            |
| 16 | Lucas Saatkamp      | C     | 6 marzo 1986      | GRER             |
| 17 | Marlon Yared        | P     | 27 luglio 1977    | Minas            |
| 18 | Dante do Amaral     | S     | 30 settembre 1980 | Dinamo Mosca     |
| 19 | Mário Pedreira      | L     | 3 maggio 1982     | GRER             |

## Bulgaria
| N° | Nome              | Ruolo | Data di nascita   | Squadra             |
| -- | ----------------- | ----- | ----------------- | ------------------- |
| -  | Radostin Stojčev  | All   | 25 settembre 1969 | Trentino            |
| 1  | Georgi Bratoev    | P     | 21 ottobre 1987   | Tjumen              |
| 2  | Hristo Cvetanov   | C     | 29 marzo 1978     | Lokomotiv-Izumrud   |
| 3  | Andrej Žekov      | P     | 12 marzo 1980     | Patrōn              |
| 4  | Vladislav Ivanov  | L     | 14 marzo 1987     | Levski Sikonko      |
| 5  | Svetoslav Gocev   | C     | 31 agosto 1990    | Pirin               |
| 6  | Matej Kazijski    | S     | 23 settembre 1984 | Trentino            |
| 7  | Konstantin Mitev  | P     | 27 ottobre 1984   | Pirin               |
| 9  | Metodi Ananiev    | S     | 17 febbraio 1986  | Callipo             |
| 10 | Valentin Bratoev  | S     | 21 ottobre 1987   | Trentino            |
| 11 | Vladimir Nikolov  | O     | 3 ottobre 1977    | Piemonte            |
| 12 | Viktor Josifov    | C     | 16 ottobre 1985   | M. Roma             |
| 13 | Martin Božilov    | S/L   | 14 aprile 1988    | Marek Junion-Ivkoni |
| 14 | Teodor Teodorov   | C     | 1º settembre 1989 | CSKA Sofia          |
| 15 | Todor Aleksiev    | S     | 21 aprile 1983    | İstanbul BB         |
| 16 | Kostadin Gadžanov | C     | 18 marzo 1986     | Pirin               |
| 17 | Nikolaj Penčev    | S     | 22 maggio 1992    | Pirin               |
| 19 | Cvetan Sokolov    | S/O   | 31 dicembre 1989  | Trentino            |
| 20 | Danail Milušev    | S/O   | 2 marzo 1984      | New Mater           |

## Corea del Sud
| N° | Nome           | Ruolo | Data di nascita   | Squadra                 |
| -- | -------------- | ----- | ----------------- | ----------------------- |
| -  | Park Ki-won    | All   | -                 | -                       |
| 2  | Han Sun-soo    | P     | 16 dicembre 1985  | Korean Air Jumbos       |
| 3  | Kwon Young-min | P     | 5 luglio 1980     | Hyundai Skywalkers      |
| 4  | Jeon Kwang-in  | S     | 18 settembre 1991 | Sungkyunkwan University |
| 5  | Yeo Oh-hyun    | L     | 2 settembre 1978  | Samsung Bluefangs       |
| 7  | Lee Sun-kyu    | S     | 14 marzo 1981     | Hyundai Skywalkers      |
| 9  | Kwak Seung-suk | S     | 23 marzo 1988     | Korean Air Jumbos       |
| 10 | Yun Bong-woo   | C     | 20 gennaio 1982   | Hyundai Skywalkers      |
| 12 | Kim Jung-hwan  | S/O   | 23 marzo 1988     | Woori Capital Dream 6   |
| 13 | Choi Hong-suk  | S/O   | 26 giugno 1988    | Kyonggi University      |
| 15 | Ha Hyun-yong   | C     | 9 maggio 1982     | Sangmu                  |
| 16 | Park Jun-bum   | S/O   | 12 giugno 1988    | KEPCO 45                |
| 17 | Ha Kyoung-min  | C     | 27 luglio 1982    | KEPCO 45                |
| 18 | Shin Yung-suk  | C     | 4 ottobre 1986    | Woori Capital Dream 6   |
| 19 | Lee Kang-joo   | S/O   | 30 giugno 1983    | Woori Capital Dream 6   |
| 20 | Kim Eun-seop   | S/O   | 15 giugno 1989    | Inha University         |

## Cuba
| N° | Nome               | Ruolo | Data di nascita   | Squadra          |
| -- | ------------------ | ----- | ----------------- | ---------------- |
| -  | Orlando Samuels    | All   | -                 |                  |
| 1  | Wilfredo León      | S     | 31 luglio 1993    | Santiago de Cuba |
| 2  | Lian Estrada       | P     | 12 dicembre 1982  | Santiago de Cuba |
| 4  | Yassel Perdomo     | C     | 23 marzo 1993     | Santiago de Cuba |
| 5  | Leandro Macías     | P     | 13 febbraio 1990  | Santiago de Cuba |
| 6  | Keibir Gutiérrez   | L     | 6 maggio 1987     | Villa Clara      |
| 7  | Osmany Camejo      | S     | 18 febbraio 1983  | Ciudad Habana    |
| 8  | Rolando Cepeda     | S/O   | 13 marzo 1989     | Sancti Spiritus  |
| 9  | Liván Osoria       | S/O   | 5 febbraio 1994   | Santiago de Cuba |
| 10 | Dennys Hernández   | S     | 24 febbraio 1994  | Pinar del Río    |
| 12 | Henry Bell         | S     | 27 luglio 1982    | Santiago de Cuba |
| 15 | Dariel Albó        | C     | 11 febbraio 1992  | Ciudad Habana    |
| 16 | Isbel Mesa         | C     | 2 giugno 1989     | Ciudad Habana    |
| 17 | Yosniel Guillén    | L     | 20 ottobre 1988   | Ciudad Habana    |
| 18 | Yoandri Díaz       | P     | 4 gennaio 1985    | Ciudad Habana    |
| 19 | Fernando Hernández | S/O   | 11 settembre 1989 | Ciudad Habana    |

## Finlandia
| N° | Nome              | Ruolo | Data di nascita   | Squadra               |
| -- | ----------------- | ----- | ----------------- | --------------------- |
| -  | Daniel Castellani | All   | 21 marzo 1961     |                       |
| 1  | Sauli Sinkkonen   | C     | 14 settembre 1989 | Tampereen Isku        |
| 2  | Eemi Tervaportti  | P     | 26 luglio 1989    | Avignon               |
| 3  | Mikko Esko        | P     | 3 settembre 1978  | Modena                |
| 4  | Tommi Roininen    | L     | 1º febbraio 1984  | Tampereen Isku        |
| 5  | Antti Siltala     | S     | 14 marzo 1984     | Łuczniczka Bydgoszcz  |
| 6  | Tuomas Sammelvuo  | P     | 16 febbraio 1976  | Lokomotiv Novosibirsk |
| 7  | Matti Hietanen    | S     | 3 gennaio 1983    | Sir Safety Perugia    |
| 8  | Jari Tuominen     | S     | 11 settembre 1986 | Çankaya               |
| 10 | Urpo Sivula       | S     | 15 marzo 1988     | Cavriago              |
| 12 | Olli Kunnari      | S     | 2 febbraio 1982   | İstanbul BB           |
| 13 | Mikko Oivanen     | S/O   | 26 maggio 1986    | İstanbul BB           |
| 14 | Konstantin Shumov | C     | 15 febbraio 1985  | Gabeca                |
| 15 | Matti Oivanen     | C     | 15 febbraio 1985  | Forlì                 |
| 17 | Jani Sippola      | P     | 4 maggio 1990     | Saimaa                |
| 18 | Jukka Lehtonen    | C     | 22 febbraio 1982  | Gazélec Ajaccio       |
| 20 | Jarmo Korhonen    | L     | 25 luglio 1986    | Muuramen              |

## Francia
| N° | Nome                    | Ruolo | Data di nascita   | Squadra        |
| -- | ----------------------- | ----- | ----------------- | -------------- |
| -  | Philippe Blain          | All   | 20 maggio 1960    |                |
| 1  | Xavier Kapfer           | S     | 7 novembre 1981   | Fart Kielce    |
| 2  | Jenia Grebennikov       | L     | 13 agosto 1990    | Rennes         |
| 3  | Gérald Hardy-Dessources | C     | 9 febbraio 1983   | Cannes         |
| 4  | Antonin Rouzier         | S/O   | 18 agosto 1986    | Stade Poitevin |
| 5  | Romain Vadeleux         | C     | 12 febbraio 1983  | Lube           |
| 6  | Benjamin Toniutti       | P     | 30 ottobre 1989   | Arago de Sète  |
| 7  | Nicolas Maréchal        | S     | 4 marzo 1987      | Stade Poitevin |
| 8  | Marien Moreau           | S     | 25 ottobre 1983   | Cannes         |
| 9  | Guillaume Samica        | S     | 28 settembre 1981 | Iskra Odincovo |
| 10 | Jean-Philippe Sol       | C     | 1º gennaio 1986   | Stade Poitevin |
| 11 | Julien Lyneel           | S     | 15 aprile 1990    | Montpellier    |
| 13 | Pierre Pujol            | P     | 13 luglio 1984    | Treviso        |
| 15 | Samuel Tuia             | S     | 9 marzo 1982      | AZS Olsztyn    |
| 16 | Guillaume Quesque       | S     | 29 aprile 1989    | Montpellier    |
| 18 | Jean-François Exiga     | P     | 27 luglio 1977    | Gabeca         |
| 20 | Mory Sidibé             | S/O   | 17 giugno 1987    | Maaseik        |

## Germania
| N° | Nome               | Ruolo | Data di nascita   | Squadra         |
| -- | ------------------ | ----- | ----------------- | --------------- |
| -  | Raúl Lozano        | All   | 3 settembre 1956  |                 |
| 1  | Marcus Popp        | S     | 23 settembre 1981 | Piacenza        |
| 2  | Markus Steuerwald  | L     | 7 marzo 1989      | Paris           |
| 3  | Sebastian Schwarz  | S     | 2 ottobre 1985    | Umbria          |
| 4  | Simon Tischer      | P     | 24 aprile 1982    | Ziraat Bankası  |
| 6  | Denys Kaliberda    | S     | 24 giugno 1990    | Unterhaching    |
| 8  | Marcus Böhme       | C     | 25 agosto 1985    | Friedrichshafen |
| 9  | Stefan Hübner      | C     | 13 giugno 1975    | Dürener         |
| 10 | Jochen Schöps      | S/O   | 8 ottobre 1983    | Iskra Odincovo  |
| 12 | Ferdinand Tille    | L     | 8 dicembre 1988   | Unterhaching    |
| 13 | Christian Dünnes   | S/O   | 16 giugno 1984    | Dürener         |
| 14 | Robert Kromm       | S     | 9 marzo 1984      | Ural            |
| 15 | Max Günthör        | C     | 9 agosto 1985     | Unterhaching    |
| 17 | Patrick Steuerwald | P     | 3 marzo 1986      | Umbria          |

## Giappone
| N° | Nome              | Ruolo | Data di nascita | Squadra            |
| -- | ----------------- | ----- | --------------- | ------------------ |
| -  | Tatsuya Ueta      | All   | 25 luglio 1964  |                    |
| 1  | Daisuke Sakai     | L     | 22 ottobre 1981 | JT Thunders        |
| 2  | Yūta Abe          | P     | 8 agosto 1981   | Toray Arrows       |
| 3  | Takeshi Nagano    | L     | 11 luglio 1985  | Panasonic Panthers |
| 4  | Yusuke Matsuta    | C     | 31 ottobre 1982 | Panasonic Panthers |
| 5  | Daisuke Usami     | P     | 29 marzo 1979   | Panasonic Panthers |
| 6  | Yoshifumi Suzuki  | C     | 31 marzo 1983   | Suntory Sunbirds   |
| 7  | Takahiro Yamamoto | S     | 12 luglio 1978  | Panasonic Panthers |
| 8  | Yuya Ageba        | P     | 30 luglio 1983  | FC Tokyo           |
| 9  | Takaaki Tomimatsu | S     | 20 luglio 1984  | Toray Arrows       |
| 10 | Osamu Tanabe      | L     | 10 aprile 1979  | Toray Arrows       |
| 12 | Kota Yamamura     | C     | 20 ottobre 1980 | Suntory Sunbirds   |
| 13 | Kunihiro Shimizu  | S/O   | 11 agosto 1986  | Panasonic Panthers |
| 14 | Tatsuya Fukuzawa  | S     | 1º luglio 1986  | Panasonic Panthers |
| 16 | Yūsuke Ishijima   | S/C   | 9 gennaio 1984  | Sakai Blazers      |
| 17 | Yū Koshikawa      | S     | 30 giugno 1984  | Padova             |
| 18 | Yūta Yoneyama     | S     | 29 agosto 1984  | Toray Arrows       |
| 20 | Takashi Dekita    | S     | 13 agosto 1991  | Tsukuba University |

## Italia
| N° | Nome               | Ruolo | Data di nascita   | Squadra           |
| -- | ------------------ | ----- | ----------------- | ----------------- |
| -  | Mauro Berruto      | All   | 8 maggio 1969     | Lube              |
| 2  | Jiří Kovář         | S     | 10 aprile 1989    | Treviso           |
| 4  | Andrea Bari        | L     | 5 marzo 1980      | Trentino          |
| 5  | Giorgio De Togni   | C     | 7 luglio 1985     | Treviso           |
| 6  | Rocco Barone       | C     | 14 dicembre 1987  | Callipo           |
| 7  | Michał Łasko       | S/O   | 11 marzo 1981     | BluVolley Verona  |
| 8  | Gabriele Maruotti  | S     | 25 marzo 1988     | Treviso           |
| 9  | Ivan Zaytsev       | S     | 2 ottobre 1988    | M. Roma           |
| 10 | Marco Falaschi     | P     | 18 settembre 1987 | New Mater         |
| 11 | Cristian Savani    | S     | 22 febbraio 1982  | Lube              |
| 12 | Simone Buti        | C     | 19 settembre 1983 | Gabeca            |
| 13 | Dragan Travica     | P     | 28 agosto 1986    | Gabeca            |
| 14 | Stefano Patriarca  | C     | 23 luglio 1987    | New Mater         |
| 15 | Emanuele Birarelli | C     | 8 febbraio 1981   | Trentino          |
| 16 | Michele Baranowicz | P     | 5 agosto 1989     | Asseco Resovia    |
| 17 | Dore Della Lunga   | S     | 25 luglio 1984    | Trentino          |
| 18 | Giulio Sabbi       | O     | 10 agosto 1989    | La Fenice Isernia |
| 19 | Daniele De Pandis  | L     | 30 giugno 1984    | Forlì             |
| 20 | Mattia Rosso       | S     | 28 maggio 1985    | Padova            |

## Polonia
| N° | Nome               | Ruolo | Data di nascita  | Squadra                  |
| -- | ------------------ | ----- | ---------------- | ------------------------ |
| -  | Andrea Anastasi    | All   | 8 ottobre 1960   | -                        |
| 1  | Piotr Nowakowski   | C     | 18 dicembre 1987 | AZS Częstochowa          |
| 2  | Paweł Zatorski     | L     | 21 giugno 1990   | Skra Bełchatów           |
| 3  | Piotr Gruszka      | S/O   | 8 marzo 1977     | Halkbank                 |
| 4  | Grzegorz Kosok     | C     | 26 agosto 1982   | Asseco Resovia           |
| 5  | Karol Kłos         | C     | 8 agosto 1989    | Skra Bełchatów           |
| 6  | Bartosz Kurek      | S     | 29 agosto 1988   | Skra Bełchatów           |
| 7  | Jakub Jarosz       | S/O   | 10 febbraio 1987 | ZAKSA                    |
| 9  | Zbigniew Bartman   | S/O   | 4 maggio 1987    | AZS Politecnica Varsavia |
| 12 | Paweł Woicki       | P     | 19 giugno 1983   | Skra Bełchatów           |
| 13 | Michał Kubiak      | S     | 23 febbraio 1988 | AZS Politecnica Varsavia |
| 14 | Michał Ruciak      | S     | 22 agosto 1983   | ZAKSA                    |
| 15 | Łukasz Żygadło     | P     | 2 agosto 1979    | Trentino                 |
| 16 | Krzysztof Ignaczak | L     | 15 maggio 1978   | Asseco Resovia           |
| 17 | Michał Bąkiewicz   | S     | 22 marzo 1981    | Skra Bełchatów           |
| 18 | Marcin Możdżonek   | C     | 9 febbraio 1985  | Skra Bełchatów           |

## Portogallo
| N° | Nome               | Ruolo | Data di nascita   | Squadra           |
| -- | ------------------ | ----- | ----------------- | ----------------- |
| -  | Juan Diaz          | All   |                   |                   |
| 1  | Marcel Gil         | C     | 8 maggio 1990     | Pòrtol            |
| 2  | Carlos Teixeira    | L     | 11 marzo 1976     | Stade Poitevin    |
| 3  | Manuel Silva       | S     | 28 dicembre 1973  | Fonte do Bastardo |
| 4  | João Malveiro      | C     | 8 dicembre 1979   | Castêlo da Maia   |
| 6  | Alexandre Ferreira | S     | 13 novembre 1991  | Esmoriz           |
| 8  | Tiago Violas       | P     | 27 marzo 1989     | Esmoriz           |
| 9  | Carlos Fidalgo     | P     | 16 maggio 1987    | Twente            |
| 12 | João José          | C     | 7 giugno 1978     | Friedrichshafen   |
| 13 | Valdir Sequeira    | S/O   | 21 novembre 1981  | Top Volley Gela   |
| 14 | Flávio Cruz        | S     | 28 agosto 1982    | Benfica           |
| 15 | Rui Santos         | C     | 24 marzo 1984     | Fonte do Bastardo |
| 16 | Hugo Gaspar        | S/O   | 2 settembre 1982  | Benfica           |
| 18 | André Lopes        | S     | 12 settembre 1982 | Stade Poitevin    |
| 20 | João Simões        | S     | 11 giugno 1986    | Castêlo da Maia   |

## Porto Rico
| N° | Nome              | Ruolo | Data di nascita  | Squadra               |
| -- | ----------------- | ----- | ---------------- | --------------------- |
| -  | Carlos Cardona    | All   |                  | Criollas de Caguas    |
| 1  | José Rivera       | S     | 2 luglio 1977    | Gigantes de Carolina  |
| 2  | Gregory Berríos   | L     | 24 gennaio 1979  | Mets de Guaynabo      |
| 3  | Juan Figueroa     | S     | 6 marzo 1986     | Plataneros de Corozal |
| 4  | Víctor Rivera     | S     | 30 agosto 1976   | Mets de Guaynabo      |
| 5  | Roberto Muñiz     | C     | 11 giugno 1980   | Leones de Ponce       |
| 6  | Ángel Pérez       | P     | 25 maggio 1982   | Mets de Guaynabo      |
| 7  | Enrique Escalante | C     | 6 agosto 1984    | Patriotas de Lares    |
| 8  | Daniel Erazo      | S     | 16 agosto 1987   | Patriotas de Lares    |
| 11 | Steven Morales    | S/O   | 7 aprile 1992    | Plataneros de Corozal |
| 12 | Héctor Soto       | S/O   | 20 giugno 1978   | Mets de Guaynabo      |
| 13 | Jean Carlos Ortíz | S/O   | 23 febbraio 1988 | Indios de Mayagüez    |
| 14 | Fernando Morales  | P     | 4 febbraio 1982  | Plataneros de Corozal |
| 15 | Ezequiel Cruz     | S     | 15 luglio 1986   | Plataneros de Corozal |
| 16 | Sequiel Sánchez   | S     | 24 marzo 1990    |                       |
| 19 | Joel Rivera       | L     | 11 giugno 1981   | Gigantes de Carolina  |

## Russia
| N° | Nome               | Ruolo | Data di nascita   | Squadra               |
| -- | ------------------ | ----- | ----------------- | --------------------- |
| -  | Vladimir Alekno    | All   | 4 dicembre 1966   | Zenit-Kazan           |
| 1  | Dmitrij Il'inych   | S     | 31 gennaio 1987   | Lokomotiv-Belogor'e   |
| 3  | Nikolaj Apalikov   | C     | 26 agosto 1982    | Zenit-Kazan           |
| 4  | Taras Chtej        | S     | 22 maggio 1982    | Lokomotiv-Belogor'e   |
| 5  | Sergej Grankin     | P     | 21 gennaio 1985   | Dinamo Mosca          |
| 8  | Denis Birjukov     | S     | 8 dicembre 1988   | Gazprom-Jugra         |
| 9  | Aleksandr Sokolov  | L     | 1º marzo 1982     | Fakel                 |
| 10 | Jurij Berežko      | S     | 27 gennaio 1984   | Modena                |
| 11 | Dmitrij Krasikov   | S     | 8 febbraio 1987   | Fakel                 |
| 12 | Aleksandr But'ko   | P     | 18 marzo 1986     | Lokomotiv Novosibirsk |
| 13 | Dmitrij Muserskij  | C     | 29 ottobre 1988   | Lokomotiv-Belogor'e   |
| 14 | Dmitrij Ščerbinin  | C     | 10 settembre 1989 | Dinamo Mosca          |
| 15 | Aleksej Spiridonov | S     | 26 giugno 1988    | Iskra Odincovo        |
| 17 | Maksim Michajlov   | O     | 18 marzo 1988     | Zenit-Kazan           |
| 18 | Aleksandr Volkov   | C     | 14 febbraio 1985  | Piemonte              |
| 20 | Chačatur Stepanjan | L     | 21 marzo 1985     | Dinamo Mosca          |

## Serbia
| N° | Nome              | Ruolo | Data di nascita  | Squadra            |
| -- | ----------------- | ----- | ---------------- | ------------------ |
| -  | Igor Kolaković    | All   | 4 giugno 1964    |                    |
| 1  | Nikola Kovačević  | S     | 14 febbraio 1983 | Top Volley Latina  |
| 2  | Uroš Kovačević    | S     | 6 maggio 1993    | ACH Volley         |
| 4  | Bojan Janić       | S     | 3 novembre 1982  | Jaroslavič         |
| 5  | Vlado Petković    | P     | 6 gennaio 1983   | ACH Volley         |
| 6  | Miloš Terzić      | S     | 13 giugno 1987   | Stella Rossa       |
| 7  | Dragan Stanković  | C     | 18 ottobre 1985  | Lube               |
| 8  | Marko Samardžić   | L     | 22 febbraio 1983 | Arīs Salonicco     |
| 10 | Miloš Nikić       | S     | 31 marzo 1986    | Umbria             |
| 12 | Milan Rašić       | C     | 2 febbraio 1985  | ACH Volley         |
| 13 | Tomislav Đokić    | S     | 27 febbraio 1986 | Sir Safety Perugia |
| 15 | Saša Starović     | S/O   | 19 ottobre 1988  | Top Volley Latina  |
| 16 | Veljko Petković   | S/O   | 23 gennaio 1977  | Budvanska rivijera |
| 17 | Borislav Petrović | C     | 6 gennaio 1988   | Vojvodina          |
| 18 | Marko Podraščanin | C     | 29 agosto 1987   | Lube               |
| 19 | Nikola Rosić      | L     | 5 agosto 1984    | Friedrichshafen    |

## Stati Uniti
| N° | Nome              | Ruolo | Data di nascita  | Squadra            |
| -- | ----------------- | ----- | ---------------- | ------------------ |
| -  | Alan Knipe        | All   | 1º gennaio 1969  |                    |
| 1  | Matthew Anderson  | S     | 18 aprile 1987   | Callipo            |
| 2  | Sean Rooney       | S     | 13 novembre 1982 | Gabeca             |
| 3  | Evan Patak        | S/O   | 23 giugno 1984   | Korean Air Jumbos  |
| 4  | David Lee         | C     | 8 marzo 1982     | Kuzbass            |
| 5  | Richard Lambourne | L     | 6 maggio 1975    | Fart Kielce        |
| 6  | Paul Lotman       | S     | 3 novembre 1985  | BluVolley Verona   |
| 7  | Donald Suxho      | P     | 21 febbraio 1976 | Dinamo-Jantar      |
| 8  | William Priddy    | S     | 1º ottobre 1977  | Zenit-Kazan        |
| 9  | Ryan Millar       | C     | 22 gennaio 1978  | Asseco Resovia     |
| 10 | Brian Thornton    | P     | 22 aprile 1985   | Chaumont           |
| 12 | Russell Holmes    | C     | 1º luglio 1982   | Minas              |
| 13 | Clayton Stanley   | S/O   | 20 gennaio 1978  | Ural               |
| 14 | Kevin Hansen      | P     | 19 marzo 1982    | Fakel              |
| 15 | Gabriel Gardner   | S/O   | 18 marzo 1976    | Sir Safety Perugia |
| 16 | Jayson Jablonsky  | S     | 23 luglio 1985   | Olympiakos         |
| 17 | Maxwell Holt      | C     | 12 marzo 1987    | Piacenza           |
| 18 | Scott Touzinsky   | S     | 22 aprile 1982   | Charlottenburg     |